# Korta parlamentet
Det korta parlamentet kallas det engelska parlament som var samlat tre veckor (13 april – 5 maj) under våren 1640. Detta var det första parlament som hade kallats in på elva år p.g.a. en pågående maktkamp mellan kungen och parlamentet. Orsaken till 1640 års parlament var att kung Karl I behövde pengar till kriget mot skottarna. Nya skatter kunde endast beviljas av parlamentet. Men parlamentet beviljade inga medel p.g.a. konflikterna med kungen. Kungen upplöste därför parlamentet efter endast tre veckor. Senare samma år tvingades kungen p.g.a. penningbrist att kalla in parlamentet på nytt. Detta parlament är känt som det långa parlamentet.